# Kaspitchan (obchtina)
Kaspitchan (bulgare : Каспичан) est une obchtina de l'oblast de Choumen en Bulgarie.